# Distribueret antennesystem
 For alternative betydninger, se das (flertydig).
Et distribueret antennesystem (eng. distributed antenna system, forkortet DAS) er et netværk af rumligt separerede radioantennenoder forbundet til en fælles kilde via et transportmedium, som fomidler en trådløs service (fx trådløst datanet eller mobiltelefoni) indenfor et geografisk område eller struktur (fx bygning eller undergrundsbane). DAS-antenne signalstyrker er typisk ved eller under interferens signalstyrker og nodeinstallationerne er typisk små. Et distribueret antennesystem kan indsættes indendørs (et iDAS) eller udendørs (et oDAS).
Der kan laves teleudbyderuafhængige distribuerede antennesystemer beregnet til mobiltelefoni og mobildata, som er tilsluttet et basisstationshotel, så mange teleoperatører her kan tilslutte deres udstyr.

## Teknisk
Som illustreret i øverste/første figur er idéen at opdele den sendte radiosender effekt/energi mellem adskillige radioantenner, separeret rumligt - der yder radiodækning over det samme område som én enkelt radioantenne, men med væsentligt lavere total sendeeffekt og forbedret radiodækningspålidelighed.
Idéen blev beskrevet i artiklen af Saleh et al. 
i 1987. Dette antennesystem (DAS) er blevet anvendt af adskillige serviceudbydere i mange områder i USA.  DAS bliver ofte anvendt i scenarier, hvor alternative teknologier er umulige grundet terræn eller fx grundet UHF- og SHF-radiobølge-uigennemsigtige bygninger - fx med energiruder, som dæmper UHF- og SHF-radiobølger meget.
DAS idéen bygger på at mindre energi tabes ved fx mur penetration og skyggetab - og fordi synsvidderadiobredelse betydeligt oftere er mulig med DAS, hvilket reducerer fading-dybderne og reducerer flervejsudbredelses forvrængning.
Et distribueret antennesystem kan implementeres ved at anvende passive splittere og antennekabler - eller aktive-repeater forstærkere kan isættes for at overkomme kabeltab. I systemer hvor forbetoninger anvendes, kan det være en fordel at introducere tidsforsinkelser mellem radioantennenoderne. Denne kunstige tidsforsinkelse i områder med overlappende radiodækning, hvilket giver kvalitetsforbedringer via tidsdiversitet.

### Matematisk
Hvis et givent område dækkes af mange distribuerede antennenoder i stedet for én enkelt antennenode, så kan den totale udstrålede effekt blive reduceret med cirka en faktor N1–n/2 og effekten per antennenode bliver reduceret med en faktor Nn/2, hvor en simpel potenslov radiovejtabsmodellen med vejtabseksponenten n antages.
Så en god bieffekt ved at anvende et distribueret antennesystem er, at SAR sænkes drastisk, da fx mobiltelefonen også sender med lavere effekt, grundet den bedre radiodækning, hvilket er godt. Sending med lavere effekt gør også, at mobiltelefoners batteriers ladning holder længere.